# Excavarus rufipes
Excavarus rufipes är en stekelart som först beskrevs av Tohru Uchida 1930.  Excavarus rufipes ingår i släktet Excavarus och familjen brokparasitsteklar. Inga underarter finns listade i Catalogue of Life.